# San Fernando (stacja kolejowa)
San Fernando (hiszp: Estación de San Fernando) – stacja kolejowa w Coslada, we wspólnocie autonomicznej Madryt, w Hiszpanii. Znajduje się na linii C-2 i C-7 Cercanías Madrid.
Stacja znajduje się w strefie B1 Consorcio Regional de Transportes.

## Historia
W momencie jej otwarcia, kiedy to stworzono sieć podmiejską w Madrycie została nazwana Coslada-San Fernando, nazwa została zmieniona w latach 90 na San Fernando.
Stacja znajduje się na północno-wschodnim korytarzu z Madrytu w kierunku północno-wschodnim Hiszpanii, tak że w latach 90, ze względu na duże natężenie ruchu, zdecydowano się na czterotorową między tą stacją i Alcalá de Henares. Dzisiaj nie ma tak dużego ruch, ponieważ prawie wszystkie pociągi dalekobieżne kursują po linii dużych prędkości Madryt-Barcelona.